# أزرق الموليبدنوم

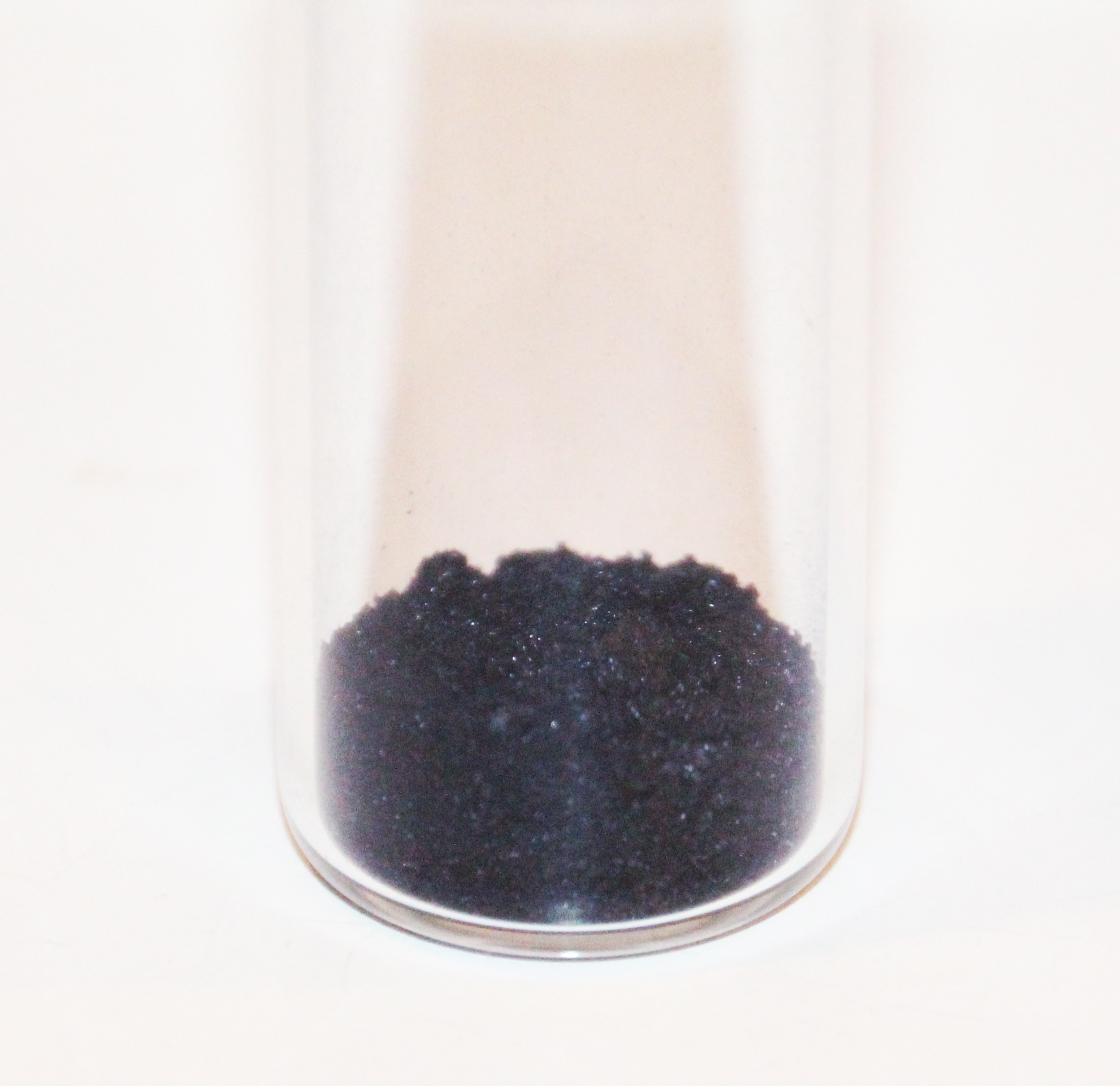
عينة من أزرق الموليبدنوم ذات بينة معقدة.

أزرق الموليبدنوم هو اسم عام يطلق على الخضب المستحصلة من أكسيد هيدروكسيد الموليبدنوم التي تتبع الصيغة الكيميائية العامة MoxOy(OH)z، وتتراوح حالة الأكسدة لعنصر الموليبدنوم فيه بين +5 إلى +6، وتكون ذات لون أزرق داكن.
كما تطلق هذه التسمية أيضاً على الأنيونات الفلزية متعددة الأكسجين من الموليبدات المعقدة الحاوية في بنيتها على ذرات مغايرة من الفوسفور أو السيليكون على سبيل المثال. اكتشفت هذه المركبات أول مرة في سنة 1951 من العالم أوسكار غليمسر Oskar Glemser. توجد هذه الأملاح على هيئة صلب بلوري أو على هيئة مادة لابلورية.
من الأمثلة على مركبات أزرق الموليبدنوم كل من Mo2O4(OH)2 و Mo4O10(OH)2 و Mo8O15(OH)16.